# ウィリアム・コントレラス
ウィリアム・ヘスス・コントレラス（William Jesus Contreras, 1997年12月24日 - ）は、ベネズエラのカラボボ州プエルト・カベージョ出身のプロ野球選手（捕手）。右投右打。MLBのミルウォーキー・ブルワーズ所属。同じくプロ野球選手であるウィルソン・コントレラスは実兄である。

## 経歴

### プロ入りとブレーブス時代
2015年にアマチュア・フリーエージェントでアトランタ・ブレーブスと契約してプロ入り。契約後、傘下のルーキー級ドミニカン・サマーリーグ・ブレーブスでプロデビューした。
2016年はルーキー級ガルフ・コーストリーグ・ブレーブスでプレーし、30試合に出場して打率.264、1本塁打、8打点を記録した。
2017年はアパラチアンリーグのルーキー級ダンビル・ブレーブスでプレーし、45試合に出場して打率.290、4本塁打、25打点を記録した。
2018年はA級ローム・ブレーブスとA+級フロリダ・ファイヤーフロッグスでプレーし、2球団合計で105試合に出場して打率.285、11本塁打、49打点を記録した。
2019年はAA級ミシシッピ・ブレーブスでプレーし、110試合に出場して打率.255、6本塁打、39打点を記録した。オフの11月19日にはルール・ファイブ・ドラフトでの流出を防ぐために40人枠入りした。
2020年7月24日にメジャーに初昇格し、同日のニューヨーク・メッツ戦でメジャーデビューを果たした。翌25日の同カードでハンター・ストリックランドからメジャー初安打を記録した。この年はメジャーで4試合に出場して打率.400、1打点を記録した。
2021年は52試合に出場して、打率.215、メジャー初を含む8本塁打を放った。またチームがワールドシリーズに進出し、ヒューストン・アストロズを4勝2敗で下し優勝。自身初めてとなるワールドシリーズ優勝を経験した。
2022年は自身初となるオールスターゲームに選出された。当時シカゴ・カブスでプレーしていた兄のウィルソンも選出されており、史上5組目となる兄弟でのオールスターゲーム選出となった。最終的に97試合の出場で打率.278、20本塁打、45打点の成績を記録した。

### ブルワーズ時代
2022年12月12日にブレーブス、ミルウォーキー・ブルワーズ、オークランド・アスレチックスの3チーム間トレードで、ジャスティン・イェーガーと共にブルワーズへ移籍した。
2023年は141試合に出場して、打率.291、17本塁打、78打点を記録した。また、自身初となるシルバースラッガー賞を受賞した。
2024年は自身2度目となるオールスターゲームに選出された。この年は155試合に出場して、打率.281、23本塁打、92打点を記録し、2年連続となるシルバースラッガー賞した。また、オールMLBチームのファーストチームにも初選出された。

## 詳細情報

### 年度別打撃成績
| 年 度    | 球 団    | 試 合 | 打 席 | 打 数 | 得 点 | 安 打 | 二 塁 打 | 三 塁 打 | 本 塁 打 | 塁 打 | 打 点 | 盗 塁 | 盗 塁 死 | 犠 打 | 犠 飛 | 四 球 | 敬 遠 | 死 球 | 三 振 | 併 殺 打 | 打 率 | 出 塁 率 | 長 打 率 | O P S |
| -------- | -------- | ----- | ----- | ----- | ----- | ----- | -------- | -------- | -------- | ----- | ----- | ----- | -------- | ----- | ----- | ----- | ----- | ----- | ----- | -------- | ----- | -------- | -------- | ----- |
| 2020     | ATL      | 4     | 10    | 10    | 0     | 4     | 1        | 0        | 0        | 5     | 1     | 0     | 0        | 0     | 0     | 0     | 0     | 0     | 4     | 0        | .400  | .400     | .500     | .900  |
| 2021     | ATL      | 52    | 185   | 163   | 19    | 35    | 4        | 1        | 8        | 65    | 23    | 0     | 0        | 0     | 1     | 19    | 1     | 2     | 54    | 3        | .215  | .303     | .399     | .702  |
| 2022     | ATL      | 97    | 376   | 334   | 51    | 93    | 14       | 1        | 20       | 169   | 45    | 2     | 0        | 0     | 2     | 39    | 1     | 1     | 104   | 5        | .278  | .354     | .506     | .860  |
| 2023     | MIL      | 141   | 611   | 540   | 86    | 156   | 38       | 1        | 17       | 247   | 78    | 6     | 1        | 1     | 2     | 63    | 2     | 5     | 126   | 23       | .289  | .367     | .457     | .824  |
| 2024     | MIL      | 155   | 679   | 595   | 99    | 167   | 37       | 2        | 23       | 277   | 92    | 9     | 2        | 0     | 3     | 78    | 5     | 3     | 139   | 19       | .281  | .365     | .466     | .831  |
| MLB：5年 | MLB：5年 | 449   | 1861  | 1642  | 255   | 455   | 94       | 5        | 68       | 763   | 239   | 17    | 3        | 1     | 8     | 199   | 9     | 11    | 427   | 50       | .277  | .358     | .465     | .823  |

- 2024年度シーズン終了時
- 各年度の太字はリーグ最高

### 年度別守備成績
| 年 度 | 球 団 | 捕手（C） | 捕手（C） | 捕手（C） | 捕手（C） | 捕手（C） | 捕手（C） | 捕手（C） | 捕手（C） | 捕手（C） | 捕手（C） | 捕手（C） | 左翼（LF） | 左翼（LF） | 左翼（LF） | 左翼（LF） | 左翼（LF） | 左翼（LF） |
| 年 度 | 球 団 | 試 合     | 刺 殺     | 補 殺     | 失 策     | 併 殺     | 守 備 率  | 捕 逸     | 企 図 数  | 許 盗 塁  | 盗 塁 刺  | 阻 止 率  | 試 合      | 刺 殺      | 補 殺      | 失 策      | 併 殺      | 守 備 率   |
| ----- | ----- | --------- | --------- | --------- | --------- | --------- | --------- | --------- | --------- | --------- | --------- | --------- | ---------- | ---------- | ---------- | ---------- | ---------- | ---------- |
| 2020  | ATL   | 4         | 21        | 1         | 0         | 0         | 1.000     | 0         | 2         | 2         | 0         | .000      | -          | -          | -          | -          | -          | -          |
| 2021  | ATL   | 49        | 411       | 21        | 2         | 0         | .995      | 7         | 27        | 17        | 10        | .370      | -          | -          | -          | -          | -          | -          |
| 2022  | ATL   | 60        | 559       | 10        | 8         | 1         | .986      | 3         | 42        | 36        | 6         | .154      | 1          | 0          | 0          | 0          | 0          | ----       |
| 2023  | MIL   | 108       | 969       | 30        | 11        | 1         | .989      | 2         | 93        | 77        | 16        | .172      | -          | -          | -          | -          | -          | -          |
| 2024  | MIL   | 120       | 1054      | 37        | 8         | 2         | .993      | 6         | 93        | 72        | 21        | .226      | -          | -          | -          | -          | -          | -          |
| MLB   | MLB   | 341       | 3014      | 99        | 29        | 4         | .991      | 18        | 257       | 204       | 53        | .206      | 1          | 0          | 0          | 0          | 0          | ----       |

- 2024年度シーズン終了時
- 各年度の太字はリーグ最高

### 表彰
- シルバースラッガー賞（捕手部門）：2回（2023年、2024年）
- オールMLBチーム
  - ファーストチーム（捕手）：1回（2024年）

### 記録
- MLBオールスターゲーム選出：2回（2022年、2024年）

### 背番号
- 60（2020年）
- 24（2021年 - ）